# 중앙에너비스
중앙에너비스(Joong Ang Enervis Co., Ltd.)는 대한민국의 석유 및 천연 가스 기업이다. SK에너지로부터 석유제품 및 가스를 매입하여 수도권에 판매하는 도/소매업을 하고 있다. 본사는 서울시 용산구 한남대로 82 (한남동) 에 위치해 있으며 대표이사는 한상열/한상은이다.
 무연휘발유,저유황경유,윤활유 도매,경정비 등 사업을 영위한다.

## 역사
1946년 석유류 판매 등을 목적으로 설립되어 1993년 코스닥 시장에 상장되었다

## 참고문헌
1. ↑  피플_중앙에너비스, 한상은 부사장, 한국이륜차신문, 2021-02-25
2. ↑  <코>중앙에너비스, 현재가 5.00% 급등, 서울경제, 2024.01.16
3. ↑  중앙에너비스, 주당 320원 결산 현금 배당 결정, 이데일리, 2024.02.21
4. ↑  김지민, 한국IR협의회 기술분석보고서-중앙에너비스, 2019. 9. 19